# 日高信用金庫
日高信用金庫（ひだかしんようきんこ、英語：The Hidaka Shinkin Bank）は、北海道浦河郡浦河町に本店を置く信用金庫。

## 概要
当金庫は浦河町に本店を置き、日高管内（全域）、十勝管内南部（広尾町・大樹町）、胆振管内東部（苫小牧市・厚真町・むかわ町）、石狩管内の一部を営業エリアとする。
当金庫の店舗数は8店舗。預金量は1千億円を超えている。
店舗は浦河町・新ひだか町・様似町を中心として、えりも町・広尾町・札幌市にも支店を置いている。
その名称から日高町にも店舗があると思われがちだが、日高町（旧日高町域）は人口が少なく、浦河町からも遠い為、経済的結びつきは苫小牧市との方が強い。（日高町には苫小牧信用金庫の店舗があり、同町の指定金融機関にもなっている。）
そのため、当金庫は日高町に進出しておらず、同町の旧門別町域にも進出する計画はない。
当金庫は、浦河町・様似町・えりも町で指定金融機関になっている。
健全経営の指標とされる自己資本比率は37.95%（2011年3月31日現在）と非常に高い。

## 沿革
- 1921年（大正10年）4月13日 - 浦河信用組合として設立。
- 1952年（昭和27年） - 信用金庫に転換、日高信用金庫に改組。
- 2006年（平成18年） - 様似支店の融資等の業務を同町内の大通支店に移管（様似支店の取扱は預金業務のみとなる）。
- 2007年（平成19年）
  - 7月6日 - 新ひだか町三石歌笛の歌笛支店を三石支店に統合し、廃止。
  - 9月10日 - 札幌市中央区に札幌支店を開設。
- 2010年（平成22年）8月6日 - 新ひだか町の山手支店を静内支店へ、様似町の大通支店を様似支店へそれぞれ統合、廃止（様似支店は現在の大通支店へ移転）。
- 2011年（平成23年）4月13日 - 創立90周年を迎える。
- 2023年（令和5年）9月19日 - 本店建て替えのため仮店舗（酒井楽器旧店舗）に移転[1][2]。
- 2024年（令和6年）4月1日 - この日より未利用口座管理手数料を新設した[3]。

## 宝くじ販売及びtotoの払戻
全店において全国自治宝くじの販売を行っている。 
スポーツ振興くじ（toto）当選券の払戻は以下の店舗のみで取扱している。
- 本店
- 静内支店